# Jaroslava Jehličková
Jaroslava Jehličková (* 24. března 1942, Hořice v Podkrkonoší) je bývalá československá sportovkyně, atletka, běžkyně závodící na středních tratích, dvojnásobná účastnice letních olympijských her.
V roce 1959 odmaturovala gymnázium v Hořicích. Chtěla studovat dále, ale režim jí zakázal pro špatný původ studium na jakékoliv vysoké škole. S atletikou ve Spartaku Hradec začala v roce 1959 a členkou družstva byla do roku 1964, kdy přešla do Rudé hvězdy Praha.
Největší úspěch ve své kariéře zaznamenala v roce 1969 na evropském šampionátu v Aténách, kde se stala mistryní Evropy v běhu na 1500 metrů. Trať ve finále zaběhla v novém světovém rekordu, jehož hodnota byla 4:10,7. O necelé dva roky později rekord překonala Karin Burneleitová z NDR, která v Helsinkách zaběhla čas 4:09,6.
V roce 2006 se Jaroslava Jehličková stala osobností města Hořic.

## Osobní rekordy
- 400 m – 56,1 s.
- 800 m – 2:04,7 min.
- 1500 m – 4:08,39 min.
- 4 × 400 m – 3:51,0 min. (1971)